# Ходунов, Михаил Александрович
Михаил Александрович Ходунов (бел. Міхаіл Аляксандравіч Хадуноў; род. 8 декабря 1994, Новополоцк, Витебская область) — белорусский футболист, полузащитник.

## Клубная карьера
С 2011 года начал выступать за дубль новополоцкого «Нафтана». В 2014 году он также начал привлекаться к выступлениям за основную команду. Дебютировал в Высшей лиге 14 сентября 2014 года в матче против «Гомеля» (5:1), выйдя на замену в конце матча.
По окончании сезона 2014 ушел на службу в армию, во время которой в 2015 году играл в чемпионате Витебской области за команду «Лепель». Летом 2016 года вернулся в «Нафтан», где вновь стал играть за дубль, иногда выходя на замену в Высшей лиге.
В августе 2018 года покинул новополоцкий клуб. С 2020 по 2021 года был заявлен за клубы «Полоцк-2019» и «Миоры» из Второй лиги, однако на поле не появлялся.

## Статистика
| Сезон       | Дивизион | Клуб   | Страна        | Матчи | Голы |
| ----------- | -------- | ------ | ------------- | ----- | ---- |
| 2011        | дубль    | Нафтан | Флаг Беларуси | 4     | 0    |
| 2012        | дубль    | Нафтан | Флаг Беларуси | 20    | 0    |
| 2013        | дубль    | Нафтан | Флаг Беларуси | 27    | 2    |
| 2014        | Д1       | Нафтан | Флаг Беларуси | 1     | 0    |
| 2016 (сер.) | Д1       | Нафтан | Флаг Беларуси | 2     | 0    |
| 2017        | Д1       | Нафтан | Флаг Беларуси | 5     | 0    |
| 2018 (1)    | Д2       | Нафтан | Флаг Беларуси | 4     | 0    |